# Алфа Ромео ДжиТиВи
Alfa Romeo GTV (Gran Turismo Veloce – на английски: Fast Grand Touring) и Alfa Romeo Spider са две спортни коли, произвеждани от италианския производител Alfa Romeo от 1995 до 2006 г. Те са известни с вътрешно означение на Alfa Romeo 916. GTV е купе 2 + 2, а Spider е двуместен роудстър – версия на GTV. Около 39 000 Spider и 41 700 GTVs са построени от 1993 до 2004 г.
Името на GTV го поставя като правоприемник на отдавна преустановения Alfetta GTV купе, докато Spider ефективно заменя тогава 30-годишната 105-серия Giulia Spider. GTV се произвежда до старта на Brera през 2005 г., докато Spider продължава още една година до старта на своят Brera-базиран наследник през 2006 г.
Alfa Romeo GTV е вписана под номер 29 в Джереми Кларксън Топ 100 коли от 2001 г.

## Дизайн
И двата автомобила са проектирани от Enrico Fumia в Pininfarina. GTV е бил планиран, за да се възстанови спортното купе – традиция на Alfa Romeo за 90-те. Дизайнът датира от първоначалните интерпретации през месец септември 1987 г. от първите модели от глина, за да завърши в 1:1 мащаб през юли 1988 г. След като Vittorio Ghidella (CEO на Fiat) приема проекта, Alfa Romeo Centro Stile под ръководството на Валтер де Силва – отговорен за приключване на работата на детайлите, а също и за дизайна на интериора, като предложението на Pininfarina не е прието. Spider и GTV се основават на тогавашната актуална платформа на Fiat Group, наречена „Tipo“ (или тип 2), в този случай на силно модифицирана версия с изцяло ново многораменно задно окачване. Предното окачване и задвижването се основават на 1992 Alfa Romeo 155 седан. Главен инженер по това време е Bruno Cena. Коефициентът на съпротивление е 0.33 за GTV и 0.38 за Spider.
Това е типичен италиански дизайн, с решетка на Alfa Romeo с двойни кръгли фарове, напомняйки на използваните в ауди и базирани на Pininfarina Quartz – друг дизайн от Enrico Fumia от 1981 г. Той е с ниска талия, с клиновидна форма с нисък нос и високо ритна нагоре задница. В задната част на колата е скосена с „Kamm tail“ и дава по-добра аеродинамика. Spider споделя тези черти с GTV, освен че задната част е по-заоблена. Основна черта на Spider е мекия покрив с пет обръчна рамка, която напълно изчезва от погледа под монтирания флъш капак. Електрическият механизъм за сгъване е монтиран като опция.
Детайлите включват един цял заден фар през задната част на купето, дребните инструменти в централната конзола са под ъгъл към водача. На старта си, много журналисти коментират, че Alfa е подобрила цялостното качество на изработката и че тя се доближава близо до ранга на немските си съперници.

## Награди
1995: Autocar Magazine: „1995 Автомобил на годината“.
1995: списание Car: „Най-добър Проектиран Car“.
1995: списание Car: Най-добър дизайн в производство.
1995: „Най-красивата кола в света“.
„Инженер на годината“ – за главен Alfa Romeo инженер, Bruno Cena.

## История
| GTV    | 779  | 2853 | 1020 | 1521 | 589  | 6762   |
| Spider | 710  | 3207 | 1896 | 2094 | 1119 | 9026   |
| Totals | 1489 | 6060 | 2916 | 3615 | 1708 | 15 788 |

- В San Giorgio Канавезе, посочено от производствените записи Pininfarina.

Първоначално GTV се предлага с 2.0 TS или 2.0 V6 Turbo, докато Spider – с 2.0 TS или 3.0 V6 12V.
Екстериорът е завършен през юли 1988 г. Производството започва в края на 1993 г. с четири коли, всички 3.0 V6 Spider, сглобени във фабриката в Арезе в Милано. В началото на 1994 г. е произведен първият GTV, с 2.0 Twin Spark двигател. След това първата премиера се състои на Парижкото автомобилно изложение през 1994 г. GTV и Spider се представят официално по време на автомобилното изложение в Женева през март 1995 и продажбите започват същата година.

### Промени през 1997 г.
През 1997 г. нов двигател, 24-клапанов 3 литров V6 е на разположение за GTV, новата 24V колата идва оборудвана с новия 16 цолов дизайн 5 дупкова „телефонна шайба“ на колелата, за да се осигури допълнителен клирънс от 305 мм и спирачки с червени четири спирачни апарата от Brembo. Допълнителни екстериорни промени са нова задна емблема „V6 24V“, обозначаващ приспособлението от новия двигател, и изрязан въздуховод в долната дясна част на предната броня, за да се даде възможност на въздушния поток към монтирания в предната част охладител за масло. Някои версии са модернизирани с различна предна броня, за да се намали шума на вятъра до 74 децибела.
В интериора, плисираните кожени седалки от MOMO се предлагат в бяло, червено, черно и телесен цвят. Тези детайли идват със съответно така оцветен килим, плисирани кожени вложки на всяка врата, както и цветово кодирани шевове около ръчната спирачка, скоростния лост и шевовете на новия три-лъчев волан.

### 1998 фейслифт
През май 1998 са преработени автомобилите за пръв път (Фаза 2), главно в интериора се променя новата централна конзола, боядисани букви на праговете, променени контролни превключватели и различно арматурно табло. Екстериорните основни промени включват – хромирана рамка около решетката и цветово кодирани странични прагове и брони. Нов двигател е въведен в експлоатация – 144 PS (106 кВт; 142 к.с.) 1.8 Twin Spark, а други са се променили както следва: 2.0 Twin Spark е актуализиран с модулен всмукателен колектор с различни отвори на дължина и различен пластмасов капак. Изходна мощност на TS 2.0 е повишена до 155 к.с. (114 кВт; 153 к.с.). Промените по управлението на двигателя имат номенклатурен номер CF2. Таблото е налично в два нови цвята, в допълнение към стандартното черно: Red Style и Blue Style, а с него и нов цветен код тапицерии и килими. 3.0 24V идва с шестстепенна механична предавателна кутия, като стандарт. Двигателят 2.0 V6 TB е на разположение за Spider.

#### Реновиране на двигателите през 2000 г.
През август 2000 г., двигателите са преработени, за да се съобразят с новите стандарти Euro 3. Промените са означени с нов идентификационен код „CF3“. 3.0 V6 12V е прекратен за Spider и заменен с версия 24V от GTV. 2.0 V6 Turbo и 1.8 T.Spark са прекратени също и, за моделна година 2001, гамата от двигатели се състои само от 2.0 T.Spark и 3.0 V6 24V, означавайки навлизането на „Фаза 3“ при двигателите. GTV / Spider са последните Alfa Romeo коли, направени във фабриката в Арезе, която е затворена и производството се премества в Pininfarina, в нейния Giorgio Канавезе завод в Торино – през октомври 2000 година.

### 2003 фейслифт
През 2003 г. се появява нова и последна реконструкция (Фаза 3), също така проектирана в Pininfarina, но не и от Enrico Fumia. Основни промени са насочени към предната част с нова решетка – 147 стил и различни предни брони с държач за регистрационните номера. Промените в интериора са минимални с различна централна конзола и тапицерия като модел и цветове. Осветлението на арматурното цвят се променя от зелено в червено. Основна промяна е наличието на контрол на сцеплението ASR, но не се предлага за 2.0 TS базовия модел. Въведени са нови двигатели: 165 PS (121 кВт; 163 к.с.) 2.0 JTS с директно впръскване на горивото и 240 PS (177 кВт; 237 к.с.) 3.2 V6 24V, позволяващ 255 км / ч (158 mph) максимална скорост.

До края на 2004 г. производството приключва в завода на Pininfarina. Някои автомобили са все още налични за покупка до 2006 г.

## Характеристики

### Двигатели
Гамата от двигатели на GTV и Spider включва редови 4-цилиндрови:
1.8-литров 16-клапанов (144 PS (106 кВт; 142 к.с.))
2.0-литров 16-клапанов Twin Spark (150 к.с. (110,3 кВт; 147.9 к.с.))
както и V6:
2.0-литров 12-клапанов турбо (202 PS (149 кВт; 199 к.с.))
3.0-литров 12-клапанов (192 PS (141 кВт; 189 к.с.))
3.0-литров 24-клапанов (220 PS (162 кВт; 217 к.с.))
3.2-литров 24-клапанов (240 PS (177 кВт; 237 к.с.)).
2.0-литров V6 с турбо, наречен V6 TB, е разработен заради фискалната политика на Италия за налагане на по-високи данъци за продажби на автомобили, задвижвани от двигатели с обем повече от 2.0-литров. Турбото е предвидено за допълнителна мощност, докато се избягва по-високия данък. И двата V6 двигатели 12-клапанни имат Redline на около 6500 оборота в минута, а 16 и 24-клапанни двигатели достигат 7000 оборота в минута.
2.0-литровият 16-клапанов Twin Spark двигател на модела 2.0 TS е базиран на Fiat SuperFIRE-семейство блок, с участието на Alfa Romeo в развитието на цилиндрова глава с две свещи на цилиндър. Променливата входяща камера във времето, което позволява до 25 градуса на вариация, има за цел да подобри въртящия момент и да даде по-добра линейна мощност. В допълнение, този двигател има два ремъчни балансиращи валове, въртящи се с два пъти скоростта на двигателя, за да елиминират вибрациите на самия мотор. Базовият 1.8-литров двигател няма балансиращи валове или променливо газоразпределение. TS е най-продаваната версия на GTV и Spider. CF2 и CF3 двигатели имат пластмасов капак на клапаните и променлив всмукателен колектор.
За своето време, 3.2 V6 24V GTV 240 PS (177 кВт; 237 к.с.) е най-бързата кола на Alfa Romeo, способна от 0 – 100 км / ч за малко над шест секунди и максимална скорост от 255 км / ч (158 mph).
Последният restyle на GTV през 2003 г. вижда въвеждането на нови 4-цилиндрови двигатели, под формата на 2,0-литров JTS, с мощност от 165 к.с. (121 кВт; 163 к.с.) и с директно впръскване на горивото, подобно на системите, използвани за дизелови двигатели. Двигателят JTS използва само една свещ на цилиндър, но запазва променлив всмукателния колектор и променливо газоразпределение на разпределителния вал.